# Tepecuitlapa (södra Zongolica kommun)
Tepecuitlapa är en ort i Mexiko.   Den ligger i kommunen Zongolica och delstaten Veracruz, i den sydöstra delen av landet, 260 km öster om huvudstaden Mexico City. Tepecuitlapa ligger 1 033 meter över havet och antalet invånare är 183.
Terrängen runt Tepecuitlapa är bergig åt sydväst, men åt nordost är den kuperad. Runt Tepecuitlapa är det ganska tätbefolkat, med 100 invånare per kvadratkilometer. Närmaste större samhälle är Zongolica, 18,1 km nordväst om Tepecuitlapa. I omgivningarna runt Tepecuitlapa växer huvudsakligen savannskog.